# دويدية كلبية
دويدية كلبية (الاسم العلمي:Demodex canis) هي نوع من الحيوانات تتبع جنس الدويدية من فصيلة الدويديات.